# 棲霞縣
栖霞县，中国旧县名，在今山东省烟台市境。
金朝天会二年（1124年）析蓬莱、莱阳二县置，治所在栖霞城，因“日晓辄有丹霞流宕，照耀城头霞光万道”而得名，属登州。元、明、清因之。抗日战争及第二次国共内战期间，中共政权曾在县境析置栖东县。1953年仍撤并于栖霞县。1949年起，先后隶属于北海专区、莱阳专区、烟台专区、烟台地区、地级烟台市。1995年撤销，改设栖霞市。